# Salon des Tuileries
El Salón de las Tullerías, creado el 14 de junio de 1923, fue una exposición artística parisiense que se presentó con ese nombre hasta el año de 1962. El nombre en realidad no tiene relación ni con el Palacio, ni con el Jardín homónimos.

## Historia
Su primer presidente y cofundador fue Albert Besnard. Se instaló desde su inicio en 1923, en la Puerta Maillot de la ciudad de París, en un local concebido por los hermanos Perret como sitio de exposiciones. Su localización varíó en lo sucesivo. 
Tuvo como objetivo confrontar todas las escuelas nuevas sin que perdieran su autonomía. Las obras eran agrupadas por afinidades artísticas. Este salón fue creado como consecuencia de la escisión de un grupo de artistas con el salón La National des Beaux-arts entre los cuales figuraron : Edmond Aman-Jean, Albert Besnard, Antoine Bourdelle, Maurice Denis, Charles Despiau, George Desvallières, Charles Dufresne, Charles Guérin, Pierre Laprade, Ernest Laurent, Henri Lebasque, Henri El Sidaner, Henri Martin, Lucien Simon, etc.
En 1924 el Salón de las Tullerías aprovechó la dimisión en masa de los artistas extranjeros del Salón de los Independientes : Marc Chagall, María Blanchard, Eberl, Feder, Foujita, Natalia Gontcharova, Gonzalez, Gottlieb, Grünewald, Alice Halicka, Henri Hayden, Kisling, Krémègne, Krogh, Liptchitz, Larionov, Mela Muter, Adrien Karbowsky, para acogerlos en su seno.
Este Salón estuvo fuertemente influido por la época en la que se creó, como lo muestra la decoración de su hall de acceso original, con esculturas del Salón de 1938, y manteniendo la similitud al Pabellón de las Artes de la avenida Rapp, realizadas por : Sonia Delaunay, Albert Gleizes, André Lhote, Jacques Villon y Robert Delaunay.

## Exponentes conocidos
- Béla Vörös
- Tony Agostini
- Alexis Arapoff
- Toshio Bando
- Bécan
- Renée Béja
- Hanna Ben-Dov
- Albert Bertalan
- Louis Berthomme Saint-André
- Abel Bertram
- Roger Bezombes
- Émile Bouneau[2]
- Marcelle Brunswig
- Marcelle Bergerol
- Jacques Camus
- Georges Capon
- Jules Cavaillès
- Jack Chambrin
- Jean Chapin
- Fernande Cormier
- André Cottavoz
- Maurice Crozet
- Joseph Csaky
- Eugène Dabit
- Alice Dannenberg
- Gabriel Dauchot
- Hermine David
- Bessie Davidson
- Victor Jean Desmeures
- André Dignimont
- Jean Dreyfus-Stern
- Jean Dries
- Raoul Dufy[3]
- Auguste Durand-Rosé
- Céline Émilian
- Henri Epstein
- Jean Fernand-Trochain
- Raymond Feuillatte
- Anne Français
- Roger de La Fresnaye[4]
- Othon Friesz
- Jean de Gaigneron
- Pierre Gilles
- Albert Gleizes[4]
- Natalia Gontcharova
- Julio Gonzalez
- Henri Hayden
- Jean Helleu
- Raymonde Heudebert
- Cecil Howard
- Albert Huyot
- Louise Janin
- André Jordan
- Georges Joubin
- Adrienne Jouclard
- Alexis Kalaeff
- Georges-André Klein
- Jean Legros
- Raymond Legueult
- René Levrel
- André Lhote
- Katherine Librowicz
- Roger Limouse
- Bernard Lorjou
- Jean Metzinger[4]
- Bertrand Mogniat-Duclos
- Raymond Moisset
- Henri Morisset
- Jean Navarre
- Ernest Nivet
- Marthe Orant
- Roland Oudot
- José Palmeiro
- Léopold Pascal
- Michel Patrix
- Éliane Petit de La Villéon
- Michel-Marie Poulain
- Raoul Pradier
- Joseph Pressmane
- Irène Reno
- Jeanne Rij-Rousseau
- Marcel Roche
- Maurice Sauvayre
- Martha Stettler
- Henriette Tirman[5]
- Henri Vergé-Sarrat
- André Vignoles
- André Villeboeuf
- Zoum Walter
- Paul Welsch
- André Wilder
- Ossip Zadkine
- Gabriel Zendel

## Carteles
- 1947 - 18e Salón de las Tullerías